# Rajd Dolnośląski 1971

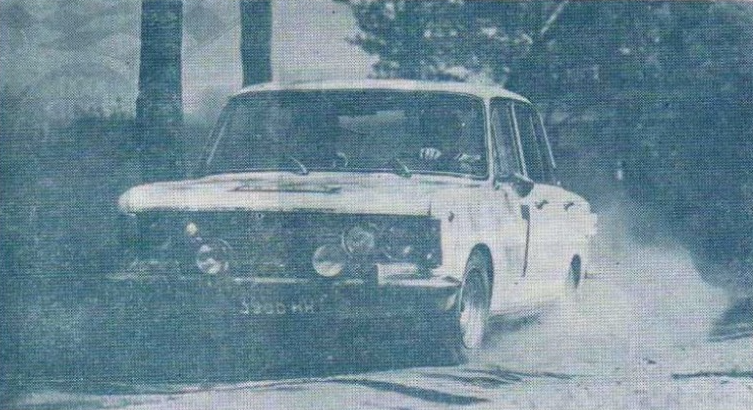
Sobiesław Zasada podczas wygranego 15. Rajdu Dolnośląskiego

15. Rajd Dolnośląski – 15. edycja Rajdu Dolnośląskiego. Był to rajd samochodowy rozgrywany od 15 do 16 maja 1971 roku. Była to druga runda Rajdowych Samochodowych Mistrzostw Polski w roku 1971. Rajd składał się z dwunastu odcinków specjalnych, 2 prób szybkości górskiej (o łącznej długości 10 km) i 1 próby zwrotności. Został rozegrany na nawierzchni asfaltowej. Zwycięzcą rajdu został Sobiesław Zasada.

## Wyniki końcowe rajdu[1][2]
| Miejsce | Kierowca             | Pilot                 | Samochód              | Czas  | Strata | Grupa Klasa |
| ------- | -------------------- | --------------------- | --------------------- | ----- | ------ | ----------- |
| 1       | Sobiesław Zasada     | Ewa Zasada            | Polski Fiat 125p 1500 | 36:39 | -      | 8           |
| 2       | Marek Varisella      | Zbigniew Dziadura     | Polski Fiat 125p 1300 | 37:23 | +44    | 7           |
| 3       | Ryszard Nowicki      | Wojciech Schramm      | Polski Fiat 125p 1500 | 37:37 | +58    | 8           |
| 4       | Lech Jaworowicz      | Marcin Biernacki      | Polski Fiat 125p 1500 | 38:28 | +1:49  | 8           |
| 5       | Aleksander Oczkowski | Mieczysław Spychalski | Polski Fiat 125p 1500 |       |        | 8           |
| 6       | Mieczysław Urtnowski | Jerzy Sypniewski      | Polski Fiat 125p 1300 | 38:40 | +2:01  | 7           |